# MKB-10 poglavlje XVII: Prirođene malformacije, deformacije i kromosomske abnormalnosti

## (Q00-Q89) - Prirođene malformacije i deformacije

### (Q00-Q07) - Živčani sustav
- Q00 Anencefalija i slične malformacije
  - Q00.0 Anencefalus
  - Q00.1 Craniorachischisis
  - Q00.2 Iniencephalus

- Q01 Encephalocela
  - Q01.0 Frontalna encephalocela
  - Q01.1 Nazofrontalna encephalocela
  - Q01.2 Okcipitalna encephalocela
  - Q01.8 Encephalocela ostalih sijela
  - Q01.9 Encephalocela, nespecificirana

- Q02 Microcephalus
  - Q02.0 Microcephalus

- Q03 Kongenitalni hidrocefalus
  - Q03.0 Malformacija Sylviusova akvedukta
  - Q03.1 Atrezija foramena Magendie i Luschka
  - Q03.8 Ostali kongenitalni hidrocefalus
  - Q03.9 Kongenitalni hidrocefalus, nespecificiran

- Q04 Ostale prirođene malformacije mozga
  - Q04.0 Prirođene malformacije korpus kalozuma
  - Q04.1 Arhinencephalus
  - Q04.2 Holoprosencephalus
  - Q04.3 Ostali deformiteti sa smanjenjem mozga
  - Q04.4 Septo-optička displazija
  - Q04.5 Megaloencephalia
  - Q04.6 Prirođene cerebralne ciste
  - Q04.8 Ostale označene prirođene malformacije mozga
  - Q04.9 Prirođena malformacija mozga, nespecificirana

- Q05 Spina bifida
  - Q05.0 Cervikalna spina bifida s hidrocefalusom
  - Q05.1 Torakalna spina bifida s hidrocefalusom
  - Q05.2 Lumbalna spina bifida s hidrocefalusom
  - Q05.3 Sakralna spina bifida s hidrocefalusom
  - Q05.4 Neoznačena spina bifida s hidrocefalusom
  - Q05.5 Cervikalna spina bifida bez hidrocefalusa
  - Q05.6 Torakalna spina bifida bez hidrocefalusa
  - Q05.7 Lumbalna spina bifida bez hidrocefalusa
  - Q05.8 Sakralna spina bifida bez hidrocefalusa
  - Q05.9 Spina bifida, nespecificirana

- Q06 Ostale prirođene malformacije kralježnične moždine
  - Q06.0 Amijelija
  - Q06.1 Hipoplazija i displazija kralježnične moždine
  - Q06.2 Diastematomijelija
  - Q06.3 Ostale prirođene malformacije kaude ekvine
  - Q06.4 Hidromijelija
  - Q06.8 Ostale označene prirođene malformacije kralježnične moždine
  - Q06.9 Prirođena malformacija kralježnične moždine, nespecificirana

- Q07 Ostale prirođene malformacije živčanog sustava
  - Q07.0 Arnold-Chiarijev sindrom
  - Q07.8 Ostale označene prirođene malformacije živčanog sustava
  - Q07.9 Prirođena malformacija živčanog sustava, nespecificirana

### (Q10-Q18) - Oči, uši, lice i vrat
- Q10 Prirođene malformacije očne vjeđe, suznog aparata i orbite
  - Q10.0 Prirođena ptoza
  - Q10.1 Prirođeni ektropion
  - Q10.2 Prirođeni entropion
  - Q10.3 Ostale prirođene malformacije očne vijeđe
  - Q10.4 Nepostojanje ili ageneza suznog aparata
  - Q10.5 Prirođena stenoza ili striktura suznog kanala
  - Q10.6 Ostale prirođene malformacije suznog aparata
  - Q10.7 Kongenitalna malformacija orbite

- Q11 Anoftalmus, mikroftalmus i makroftalmus
  - Q11.0 Cistična očna jabučica
  - Q11.1 Ostali anoftalmus
  - Q11.2 Mikroftalmus
  - Q11.3 Makroftalmus

- Q12 Prirođena malformacija leće
  - Q12.0 Prirođena katarakta
  - Q12.1 Prirođeno pomaknuće leće
  - Q12.2 Kolobom leće
  - Q12.3 Prirođena afakija
  - Q12.4 Sferofakija
  - Q12.8 Ostale prirođene malformacije leće
  - Q12.9 Prirođena malformacija leće, nespecificirana

- Q13 Prirođena malformacija prednjeg segmenta oka
  - Q13.0 Kolobom šarenice
  - Q13.1 Nepostojanje šarenice
  - Q13.2 Ostale prirođene malformacije šarenice
  - Q13.3 Prirođeno kornealno zamućenje
  - Q13.4 Ostale prirođene kornealne malformacije
  - Q13.5 Plava bjeloočnica
  - Q13.8 Druge prirođene malformacije prednjeg segmenta oka
  - Q13.9 Prirođena malformacija prednjeg segmenta oka, nespecificirana

- Q14 Prirođene malformacije stražnjeg segmenta oka
  - Q14.0 Prirođena malformacija staklovine
  - Q14.1 Prirođena malformacija mrežnice
  - Q14.2 Prirođena malformacija optičkog diska
  - Q14.3 Prirođena malformacija žilnice
  - Q14.8 Ostale prirođene malformacije stražnjeg segmenta oka
  - Q14.9 Prirođena malformacija stražnjeg segmenta oka, nespecificirana

- Q15 Ostale prirođene malformacije oka
  - Q15.0 Prirođeni glaukom
  - Q15.8 Ostale označene prirođene malformacije oka
  - Q15.9 Prirođena malformacija oka, nespecificirana

- Q16 Prirođene malformacije uha koje uzrokuju oštećenje sluha
  - Q16.0 Prirođeno nepostojanje ušne školjke (aurikule)
  - Q16.1 Prirođeno nepostojanje, atrezija ili striktura slušnog kanala (vanjskog)
  - Q16.2 Nepostojanje Eustachijeve tube
  - Q16.3 Prirođena malformacija ušnih koščica
  - Q16.4 Ostale prirođene malformacije srednjeg uha
  - Q16.5 Prirođena malformacija unutrašnjeg uha
  - Q16.9 Prirođena malformacija uha koja uzrokuje oštećenje sluha, nespecificirana

- Q17 Ostale prirođene malformacije uha
  - Q17.0 Prekobrojna ušna školjka
  - Q17.1 Macrotia
  - Q17.2 Microtia
  - Q17.3 Ostalo izobličeno uho
  - Q17.4 Krivo smješteno uho
  - Q17.5 Stršeće uho
  - Q17.8 Ostale označene prirođene malformacije uha
  - Q17.9 Prirođena malformacija uha, nespecificirana

- Q18 Ostale prirođene malformacije lica i vrata
  - Q18.0 Sinus, fistula i cista škržne pukotine
  - Q18.1 Preaurikularni sinus i cista
  - Q18.2 Ostale malformacije škržnih pukotina
  - Q18.3 Nabor vrata
  - Q18.4 Macrostomia
  - Q18.5 Microstomia
  - Q18.6 Macrocheilia
  - Q18.7 Microcheilia
  - Q18.8 Ostale označene prirođene malformacije lica i vrata
  - Q18.9 Prirođena malformacija lica i vrata, nespecificirana

### (Q20-Q28) - Cirkulacijski sustav
- Q20 Prirođene malformacije srčanih komora i srčanih spojeva
  - Q20.0 Truncus arteriosus communis
  - Q20.1 Dvostruki izlaz iz desne komore
  - Q20.2 Dvostruki izlaz iz lijeve komore
  - Q20.3 Nesklad ventrikuloarterijalnog spoja
  - Q20.4 Komora s dvostrukim ulazom
  - Q20.5 Nesklad atrioventrikularnoga spoja
  - Q20.6 Izomerizam atrijalnih privjesaka
  - Q20.8 Ostale prirođene malformacije srčanih komora i spojeva
  - Q20.9 Prirođena malformacija srčanih komora i spojeva, nespecificirana

- Q21 Prirođene malformacije srčanih septuma
  - Q21.0 Defekt ventrikularnog septuma
  - Q21.1 Defekt atrijalnog septuma
  - Q21.2 Defekt atrioventrikularnog septuma
  - Q21.3 Fallotova tetralogija
  - Q21.4 Aortopulmonalni septalni defekt
  - Q21.8 Ostale prirođene malformacije srčanog septuma
  - Q21.9 Prirođena malformacija srčanog septuma, nespecificirana

- Q22 Prirođene malformacije pulmonalnih i trikuspidalnih valvula
  - Q22.0 Atrezija pulmonalne valvule
  - Q22.1 Prirođena stenoza pulmonalne valvule
  - Q22.2 Prirođena insuficijencija pulmonalne valvule
  - Q22.3 Ostale prirođene malformacije pulmonalne valvule
  - Q22.4 Prirođena trikuspidalna stenoza
  - Q22.5 Ebsteinova anomalija
  - Q22.6 Sindrom hipoplastičnoga desnog srca
  - Q22.8 Ostale prirođene malformacije trikuspidalne valvule
  - Q22.9 Prirođena malformacija trikuspidalne valvule, nespecificirana

- Q23 Prirođene malformacije aortalnih i mitralnih valvula
  - Q23.0 Prirođena stenoza aortalne valvule
  - Q23.1 Prirođena insuficijencija aortalne valvule
  - Q23.2 Prirođena mitralna stenoza
  - Q23.3 Prirođena mitralna insuficijencija
  - Q23.4 Sindrom hipoplastičnoga lijevog srca
  - Q23.8 Ostale prirođene malformacije aortalnih i mitralnih valvula
  - Q23.9 Prirođena malformacija aortalnih i mitralnih valvula, nespecificirana

- Q24 Ostale prirođene malformacije srca
  - Q24.0 Dekstrokardija
  - Q24.1 Laevocardia
  - Q24.2 Cor triatriatum
  - Q24.3 Infundibularna stenoza pulmonalke
  - Q24.4 Prirođena subaortalna stenoza
  - Q24.5 Malformacija koronarnih žila
  - Q24.6 Prirođeni srčani blok
  - Q24.8 Ostale označene prirođene malformacije srca
  - Q24.9 Prirođena malformacija srca, nespecificirana

- Q25 Prirođene malformacije velikih arterija
  - Q25.0 Otvoren ductus arteriosus
  - Q25.1 Koarktacija aorte
  - Q25.2 Atrezija aorte
  - Q25.3 Stenoza aorte
  - Q25.4 Ostale prirođene malformacije aorte
  - Q25.5 Atrezija pulmonalne arterije
  - Q25.6 Stenoza pulmonalne arterije
  - Q25.7 Ostale prirođene malformacije pulmonalne arterije
  - Q25.8 Ostale prirođene malformacije velikih arterija
  - Q25.9 Prirođena malformacija velikih arterija, nespecificirana

- Q26 Prirođene malformacije velikih vena
  - Q26.0 Prirođena stenoza šuplje vene
  - Q26.1 Postojeća lijeva gornja šuplja vena
  - Q26.2 Potpuna anomalija povezivanja plućnih vena
  - Q26.3 Djelomična anomalija povezivanja plućnih vena
  - Q26.4 Anomalija povezivanja plućnih vena, neoznačena
  - Q26.5 Anomalija povezivanja portalne vene
  - Q26.6 Fistula portalne vene - hepatične arterije
  - Q26.8 Ostale prirođene malformacija velikih vena
  - Q26.9 Prirođena malformacija velike vene, nespecificirana

- Q27 Ostale prirođene malformacije perifernoga krvnožilnog sustava
  - Q27.0 Prirođeno nepostojanje ili hipoplazija umibilikalne arterije
  - Q27.1 Prirođena stenoza bubrežne arterije
  - Q27.2 Ostale prirođene malformacije bubrežne arterije
  - Q27.3 Periferna arterio-venska malformacija
  - Q27.4 Prirođena flebektazija
  - Q27.8 Ostale označene kongenitalne malformacije perifernoga krvnožilnog sustava
  - Q27.9 Prirođena malformacija perifernoga krvnožilnog sustava, nespecificirana

- Q28 Ostale prirođene malformacije cirkulacijskog sustava
  - Q28.0 Arterio-venska malformacija precerebralnih žila
  - Q28.1 Ostale malformacije precerebralnih žila
  - Q28.2 Arterio-venska malformacija cerebralnih žila
  - Q28.3 Ostale malformacije cerebralnih žila
  - Q28.8 Ostale označene prirođene malformacije cirkulacijskog sustava
  - Q28.9 Prirođena malformacija cirkulacijskog sustava, nespecificirana

### (Q30-Q34) - Dišni sustav
- Q30 Prirođene malformacije nosa
  - Q30.0 Atrezija hoane
  - Q30.1 Ageneza i nerazvijenost nosa
  - Q30.2 Rascijepljen, urezan i rascijepljen nos
  - Q30.3 Prirođeno perforiran nosni septum
  - Q30.8 Ostale prirođene malformacije nosa
  - Q30.9 Prirođena malformacija nosa, nespecificirana

- Q31 Prirođene malformacije grkljana
  - Q31.0 Nabor grkljana
  - Q31.1 Prirođena subglotična stenoza
  - Q31.2 Laringealna hipoplazija
  - Q31.3 Laringokela
  - Q31.4 Prirođeni laringelani stridor
  - Q31.8 Ostale prirođene malformacije grkljana
  - Q31.9 Prirođena malformacija grkljana, nespecificirana

- Q32 Prirođene malformacije traheje i bronha
  - Q32.0 Prirođena treheomalacija
  - Q32.1 Ostale prirođene malformacije traheje
  - Q32.2 Prirođena bronhomalacija
  - Q32.3 Prirođena stenoza bronha
  - Q32.4 Ostale prirođene malformacije bronha

- Q33 Prirođene malformacije pluća
  - Q33.0 Prirođena cistična pluća
  - Q33.1 Prekobrojni plućni režanj
  - Q33.2 Sekvestrirana pluća
  - Q33.3 Ageneza pluća
  - Q33.4 Prirođene bronhiektazije
  - Q33.5 Ektopično tkivo u plućima
  - Q33.6 Hipoplazija i displazija pluća
  - Q33.8 Ostale prirođene malformacije pluća
  - Q33.9 Prirođena malformacija pluća, nespecificirana

- Q34 Ostale prirođene malformacije dišnog sustava
  - Q34.0 Anomalija pleure
  - Q34.1 Prirođena cista medijastinuma
  - Q34.8 Ostale označene prirođene malformacije dišnog sustava
  - Q34.9 Prirođena malformacija dišnog sustava, nespecificirana

### (Q35-Q45) - Probavni sustav
- Q35 Rascijepljeno nepce
  - Q35.0 Rascijepljeno tvrdo nepce, obostrano
  - Q35.1 Rascijepljeno tvrdo nepce, jednostrano
  - Q35.2 Rascijepljeno meko nepce, obostrano
  - Q35.3 Rascijepljeno meko nepce, jednostrano
  - Q35.4 Rascijepljeno tvrdo nepce s rascijepljenim mekim nepcem, obostrano
  - Q35.5 Rascijepljeno tvrdo nepce s rascijepljenim mekim nepcem, jednostrano
  - Q35.6 Rascijepljeno nepce, medijalno
  - Q35.7 Rascijepljena resica (uvula)
  - Q35.8 Rascijepljeno nepce, nespecificirano, obostrano
  - Q35.9 Rascijepljeno nepce, nespecificirano, jednostrano

- Q36 Rascijepljena usna
  - Q36.0 Rascijepljena usna, obostrano
  - Q36.1 Rascijepljena usna, medijalno
  - Q36.9 Rascijepljena usna, jednostrano

- Q37 Rascijepljeno nepce s rascijepljenom usnom
  - Q37.0 Rascijepljeno tvrdo nepce s rascijepljenom usnom, obostrano
  - Q37.1 Rascijepljeno tvrdo nepce s rascijepljenom usnom, jednostrano
  - Q37.2 Rascijepljeno meko nepce s rascijepljenom usnom, obostrano
  - Q37.3 Rascijepljeno meko nepce s rascijepljenom usnom, jednostrano
  - Q37.4 Rascijepljeno tvrdo i meko nepce s rascijepljenom usnom, obostrano
  - Q37.5 Rascijepljeno tvrdo i meko nepce s rascijepljenom usnom, jednostrano
  - Q37.8 Nespecificirano rascijepljeno nepce s rascijepljenom usnom, obostrano
  - Q37.9 Nespecificirano rascijepljeno nepce s rascijepljenom usnom, jednostrano

- Q38 Ostale prirođene malformacije jezika, usta i ždrijela
  - Q38.0 Prirođene malformacije usana, koje nisu klasificirane na drugom mjestu
  - Q38.1 Ankyloglossia
  - Q38.2 Macroglossia
  - Q38.3 Ostale prirođene malformacije jezika
  - Q38.4 Prirođene malformacije žlijezda slinovnica i kanala
  - Q38.5 Prirođene malformacije nepca, koje nisu svrstane drugamo
  - Q38.6 Ostale prirođene malformacije usta
  - Q38.7 Faringealna vreća
  - Q38.8 Ostale prirođene malformacije ždrijela

- Q39 Prirođene malformacije jednjaka
  - Q39.0 Atrezija jednjaka bez fistule
  - Q39.1 Atrezija jednjaka s traheoezofagealnom fistulom
  - Q39.2 Prirođena traheoezofagealna fistula bez atrezije
  - Q39.3 Prirođena stenoza i striktura jednjaka
  - Q39.4 Nabor jednjaka
  - Q39.5 Prirođena dilatacija jednjaka
  - Q39.6 Divertikul jednjaka
  - Q39.8 Ostale prirođene malformacije jednjaka
  - Q39.9 Prirođena malformacija jednjaka, nespecificirana

- Q40 Ostale prirođene malformacije gornjega probavnog trakta
  - Q40.0 Prirođena hipertrofična stenoza pilorusa
  - Q40.1 Prirođena hijatusna hernija
  - Q40.2 Ostale označene prirođene malformacije želuca
  - Q40.3 Prirođena malformacija želuca, neoznačeno
  - Q40.8 Ostale označene prirođene malformacije gornjega probavnog trakta
  - Q40.9 Prirođena malformacija gornjega probavnog trakta, nespecificirana

- Q41 Prirođeno nepostojanje, atrezija i stenoza tankoga crijeva
  - Q41.0 Prirođeno nepostojanje, atrezija i stenoza dvanaesnika
  - Q41.1 Prirođeno nepostojanje, atrezija i stenoza jejunuma
  - Q41.2 Prirođeno nepostojanje, atrezija i stenoza ileuma
  - Q41.8 Prirođeno nepostojanje, atrezija i stenoza ostalih označenih dijelova tankoga crijeva
  - Q41.9 Prirođeno nepostojanje, atrezija i stenoza tankoga crijeva, dio nespecificiran

- Q42 Prirođeno nepostojanje, atrezija i stenoza debeloga crijeva
  - Q42.0 Prirođeno nepostojanje, atrezija i stenoza rektuma s fistulom
  - Q42.1 Prirođeno nepostojanje, atrezija i stenoza rektuma bez fistule
  - Q42.2 Prirođeno nepostojanje, atrezija i stenoza anusa s fistulom
  - Q42.3 Prirođeno nepostojanje, atrezija i stenoza anusa bez fistule
  - Q42.8 Prirođeno nepostojanje, atrezija i stenoza drugih dijelova debeloga crijeva
  - Q42.9 Prirođeno nepostojanje, atrezija i stenoza debeloga crijeva, dio nespecificiran

- Q43 Ostale prirođene malformacije crijeva
  - Q43.0 Meckelov divertikul
  - Q43.1 Hirschsprungova bolest
  - Q43.2 Ostali prirođeni funkcionalni poremećaji kolona
  - Q43.3 Prirođene malformacije u fiksaciji crijeva
  - Q43.4 Duplicitet crijeva
  - Q43.5 Ektopični anus
  - Q43.6 Prirođena fistula rektuma i anusa
  - Q43.7 Cloaca persistens
  - Q43.8 Ostale označene prirođene malformacije crijeva
  - Q43.9 Prirođena malformacija crijeva, nespecificirana

- Q44 Prirođene malformacije žučnoga mjehura, žučnih vodova i jetre
  - Q44.0 Ageneza, aplazija i hipoplazija žučnoga mjehura
  - Q44.1 Ostale prirođene malformacije žučnoga mjehura
  - Q44.2 Atrezija žučnih vodova
  - Q44.3 Prirođena stenoza i striktura žučnih vodova
  - Q44.4 Koledokalna cista
  - Q44.5 Ostale prirođene malformacije žučnih vodova
  - Q44.6 Cistična bolest jetre
  - Q44.7 Ostale prirođene malformacije jetre

- Q45 Ostale prirođene malformacije probavnog sustava
  - Q45.0 Ageneza, aplazija i hipoplazija pankreasa
  - Q45.1 Prstenasti pankreas
  - Q45.2 Prirođena cista pankreasa
  - Q45.3 Ostale prirođene malformacije gušterače i gušteračnih vodova
  - Q45.8 Ostale označene prirođene malformacije probavnog sustava
  - Q45.9 Prirođena malformacija probavnog sustava, nespecificirana

### (Q50-Q56) - Spolni organi
- Q50 Prirođene malformacije jajnika, jajovoda i širokih ligamenata
  - Q50.0 Prirođeni nedostatak jajnika
  - Q50.1 Razvojna cista jajnika
  - Q50.2 Prorođena torzija jajnika
  - Q50.3 Ostale prirođene malformacije jajnika
  - Q50.4 Embrionalna cista jajovoda
  - Q50.5 Embrionalna cista širokog ligamenta
  - Q50.6 Ostale prirođene malformacije jajovoda i širokog ligamenta

- Q51 Prirođene malformacije maternice i cerviksa
  - Q51.0 Agenezija i aplazija maternice
  - Q51.1 Dvostruka maternica s dvostrukim vratom (cerviksom) i rodnicom (vaginom)
  - Q51.2 Ostali dupliciteti maternice
  - Q51.3 Dvoroga maternica
  - Q51.4 Unikornalna maternica
  - Q51.5 Agenezija i aplazija cerviksa
  - Q51.6 Embrionalna cista cerviksa
  - Q51.7 Prirođene fistule između maternice te probavnoga i urinarnoga trakta
  - Q51.8 Ostale malformacije maternice i cerviksa
  - Q51.9 Prirođena malformacija maternice i cerviksa, nespecificirana

- Q52 Ostale prirođene malformacije ženskih spolnih organa
  - Q52.0 Prirođeni nedostatak rodnice
  - Q52.1 Dvostruka vagina
  - Q52.2 Prirođena rektovaginalna fistula
  - Q52.3 Neperforirani himen
  - Q52.4 Ostale prirođene malformacije rodnice
  - Q52.5 Fuzija labija
  - Q52.6 Prirođena malformacija klitorisa
  - Q52.7 Ostale prirođene malformacije vulve
  - Q52.8 Ostale specificirane prirođene malformacije ženskih spolnih organa
  - Q52.9 Prirođena malformacija ženskih spolnih organa, nespecificirana

- Q53 Nespušteni testis
  - Q53.0 Ektopija testisa
  - Q53.1 Nespušteni testis, unilateralno
  - Q53.2 Nespušteni testisi, bilateralno
  - Q53.9 Nespušteni testis, nespecificirano

- Q54 Hipospadija
  - Q54.0 Hipospadija, balanička
  - Q54.1 Hipospadija, penisna
  - Q54.2 Hipospadija, penoskrotalna
  - Q54.3 Hipospadija, perinealna
  - Q54.4 Kongenitalne korde
  - Q54.8 Ostale hipospadije
  - Q54.9 Hipospadija, nespecificirana

- Q55 Ostale prirođene malformacije muških spolnih organa
  - Q55.0 Nedostatak ili aplazija testisa
  - Q55.1 Hipoplazija testisa i skrotuma
  - Q55.2 Ostale prirođene malformacije testisa i skrotuma
  - Q55.3 Atrezija sjemenovoda
  - Q55.4 Ostale prirođene malformacije sjemenovoda, epididimisa, sjemenih mjehurića i prostate
  - Q55.5 Prirođeni nedostatak i aplazija penisa
  - Q55.6 Ostale prirođene malformacije penisa
  - Q55.8 Ostale specificirane prirođene malformacije muških spolnih organa
  - Q55.9 Prirođena malformacija muških spolnih organa, nespecificirana

- Q56 Neodređeni spol i pseudohermafroditizam
  - Q56.0 Hermafroditizam, nesvrstan drugamo
  - Q56.1 Muški pseudohermafroditizam, nesvrstan drugamo
  - Q56.2 Pseudohermafroditizam ženski, nesvrstan drugamo
  - Q56.3 Pseudohermafroditizam, nespecificiran
  - Q56.4 Neodređeni spol, nespecificiran

### (Q60-Q64) - Urinarni sustav
- Q60 Agenezija bubrega i drugi redukcijski nedostaci bubrega
  - Q60.0 Agenezija bubrega, jednostrana
  - Q60.1 Agenezija bubrega, obostrana
  - Q60.2 Agenezija bubrega, nespecificirana
  - Q60.3 Hipoplazija bubrega, jednostrana
  - Q60.4 Hipoplazija bubrega, obostrana
  - Q60.5 Hipoplazija bubrega, nespecificirana
  - Q60.6 Potterov sindrom

- Q61 Cistična bubrežna bolest
  - Q61.0 Prirođena pojedinačna bubrežna cista
  - Q61.1 Policistični bubreg, infantilnog tipa
  - Q61.2 Policistični bubreg, adultnog tipa
  - Q61.3 Policistični bubreg, nespecificiran
  - Q61.4 Displazija bubrega
  - Q61.5 Medularni cistični bubreg
  - Q61.8 Ostale cistične bolesti bubrega
  - Q61.9 Cistična bolest bubrega, nespecificirana

- Q62 Prirođeni opstruktivni defekti bubrežne čašice i prirođene malformacije uretera
  - Q62.0 Prirođena hidronefroza
  - Q62.1 Atrezija ili stenoza uretera
  - Q62.2 Prirođeni megaureter
  - Q62.3 Ostali opstruktivni defekti bubrežne čašice i uretera
  - Q62.4 Agenezija uretera
  - Q62.5 Dvostruki ureter
  - Q62.6 Pogrešan položaj uretera
  - Q62.7 Prirođeni veziko-uretero-renalni refluks
  - Q62.8 Ostale prirođene malformacije uretera

- Q63 Ostale prirođene malformacije bubrega
  - Q63.0 Akcesorni bubreg
  - Q63.1 Lobulirani, spojeni i potkovasti bubreg
  - Q63.2 Ektopični bubreg
  - Q63.3 Hiperplastični i divovski bubreg
  - Q63.8 Ostale specificirane prirođene malformacije bubrega
  - Q63.9 Prirođena malformacija bubrega, nespecificirana

- Q64 Ostale prirođene malformacije urinarnog sustava
  - Q64.0 Epispadija
  - Q64.1 Ekstrofija mokraćnoga mjehura
  - Q64.2 Prirođene stražnje uretralne valvule
  - Q64.3 Ostale atrezije i stenoze uretre i vrata mokraćnoga mjehura
  - Q64.4 Malformacije urahusa
  - Q64.5 Prirođeni nedostatak mokraćnoga mjehura i uretre
  - Q64.6 Prirođeni divertikul mokraćnoga mjehura
  - Q64.7 Ostale prirođene malformacije mokraćnoga mjehura i uretre
  - Q64.8 Ostale specificirane prirođene malformacije urinarnog sustava
  - Q64.9 Prirođena malformacija urinarnog sustava, nespecificirana

### (Q65-Q79) - Mišićno-koštani sustav
- Q65 Prirođeni deformiteti kuka
  - Q65.0 Prirođena dislokacija kuka, jednostrana
  - Q65.1 Prirođena dislokacija kuka, obostrana
  - Q65.2 Prirođena dislokacija kuka, nespecificirana
  - Q65.3 Prirođena subluksacija kuka, jednostrana
  - Q65.4 Prirođena subluksacija kuka, obostrana
  - Q65.5 Prirođena subluksacija kuka, nespecificirana
  - Q65.6 Nestabilan kuk
  - Q65.8 Ostali prirođeni deformiteti kuka
  - Q65.9 Prirođeni deformitet kuka, nespecificiran

- Q66 Prirođeni deformiteti stopala
  - Q66.0 Ekvinovarus stopala
  - Q66.1 Kalkaneovarus stopala
  - Q66.2 Metatarzus varus
  - Q66.3 Ostali prirođeni varusni deformiteti stopala
  - Q66.4 Kalkaneovalgus stopala
  - Q66.5 Prirođeno spušteno stopalo
  - Q66.6 Ostali prirođeni valgusni deformiteti stopala
  - Q66.7 Pes cavus
  - Q66.8 Ostali prirođeni deformiteti stopala
  - Q66.9 Prirođeni deformitet stopala, nespecificirani

- Q67 Prirođeni mišićno-koštani deformiteti glave, lica, kralježnice i prsnog koša
  - Q67.0 Asimetrija lica
  - Q67.1 Kompresija lica
  - Q67.2 Dolihocefalija
  - Q67.3 Plagiocefalija
  - Q67.4 Ostali prirođeni deformiteti lubanje, lica i čeljusti
  - Q67.5 Prirođena deformacija kralježnice
  - Q67.6 Pectus excavatum
  - Q67.7 Pectus carinatum
  - Q67.8 Ostali prirođeni deformiteti prsnog koša

- Q68 Ostali prirođeni mišićno-koštani deformiteti
  - Q68.0 Prirođeni deformitet sternokleidomastoidnog mišića
  - Q68.1 Prirođena deformacija šake
  - Q68.2 Prirođena deformacija koljena
  - Q68.3 Prirođeno iskrivljena bedrena kost
  - Q68.4 Prirođeno iskrivljenje tibije i fibule
  - Q68.5 Prirođeno iskrivljenje dugih kostiju nogu, nespecificirano
  - Q68.8 Ostale specificirane prirođene mišićno-koštane deformacije

- Q69 Polidaktilija
  - Q69.0 Akcesorni prst (prsti)
  - Q69.1 Akcesorni palac (palci)
  - Q69.2 Akcesorni nožni prst (prsti)
  - Q69.9 Polidaktilija, nespecificirana

- Q70 Sindaktilija
  - Q70.0 Srašteni prsti na šaci
  - Q70.1 Plivaća kožica (šake)
  - Q70.2 Srašteni nožni prsti
  - Q70.3 Plivaća kožica (stopala)
  - Q70.4 Polisindaktilija
  - Q70.9 Sindaktilija, nespecificirana

- Q71 Redukcijski defekti ruke
  - Q71.0 Prirođeni kompletni nedostatak ruke(u)
  - Q71.1 Prirođeni nedostatak nadlaktice i podlaktice s razvijenom šakom
  - Q71.2 Prirođeni nedostatak i podlaktice i šake
  - Q71.3 Prirođeni nedostatak šake i prsta (prstiju)
  - Q71.4 Longitudinalni redukcijski defekt radijusa
  - Q71.5 Longitudinalni redukcijski defekt ulne
  - Q71.6 Šaka poput jastogovih kliješta
  - Q71.8 Ostali redukcijski defekti ruke(u)
  - Q71.9 Redukcijski defekt ruke, nespecificiran

- Q72 Redukcijski defekt noge
  - Q72.0 Prirođeni kompletni nedostatak noge(u)
  - Q72.1 Prirođeni nedostatak natkoljenice i potkoljenice s razvijenim stopalom
  - Q72.2 Prirođeni nedostatak i potkoljenice i stopala
  - Q72.3 Prirođeni nedostatak stopala i prsta (prstiju)
  - Q72.4 Longitudinalni redukcijski defekt bedrene kosti
  - Q72.5 Longitudinalni redukcijski defekt tibije
  - Q72.6 Longitudinalni redukcijski defekt fibule
  - Q72.7 Rascijepljeno stopalo
  - Q72.8 Ostali redukcijski defekti noge(u)
  - Q72.9 Redukcijski defekt noge(u), nespecificiran

- Q73 Redukcijski defekt nespecificiranog uda
  - Q73.0 Prirođeni nedostatak nespecificiranog(ih) uda
  - Q73.1 Fokomelija, nespecificiranog(ih) uda
  - Q73.8 Ostali redukcijski defekti nespecificiranog(ih) uda

- Q74 Ostale prirođene malformacije ekstremiteta
  - Q74.0 Ostale prirođene malformacije ruke(u) uključujući i rameni pojas
  - Q74.1 Prirođena malformacija koljena
  - Q74.2 Ostale prirođene malformacije noge(u) uključujući zdjelični pojas
  - Q74.3 Arthrogryposis multiplex congenita
  - Q74.8 Ostale specificirane prirođene malformacije udova
  - Q74.9 Nespecificirana prirođena malformacija udova

- Q75 Ostale prirođene malformacije kostiju lubanje i lica
  - Q75.0 Kraniosinostoza
  - Q75.1 Kraniofacijalna disostoza
  - Q75.2 Hipertelorizam
  - Q75.3 Makrocefalija
  - Q75.4 Mandibulofacijalna disostoza
  - Q75.5 Okulomandibularna disostoza
  - Q75.8 Ostale specificirane prirođene malformacije kostiju lubanje i lica
  - Q75.9 Prirođena malformacija kostiju lubanje i lica, nespecificirana

- Q76 Prirođene malformacije kralježnice i prsnog koša (koštanog dijela)
  - Q76.0 Spina bifida occulta
  - Q76.1 Klippel-Feilov sindrom
  - Q76.2 Prirođena spondilolisteza
  - Q76.3 Prirođena skolioza zbog prirođene koštane malformacije
  - Q76.4 Ostale prirođene malformacije kralježnice, nevezane uz skoliozu
  - Q76.5 Vratno rebro
  - Q76.6 Ostale prirođene malformacije rebara
  - Q76.7 Prirođena malformacija sternuma
  - Q76.8 Ostale prirođene malformacije koštanog dijela prsnog koša
  - Q76.9 Prirođena malformacija koštanog dijela prsnog koša, nespecificirana

- Q77 Osteohondrodisplazija s defektima rasta tubularnih kostiju i kralježnice
  - Q77.0 Achondrogenesis
  - Q77.1 Tanatoforički niski rast
  - Q77.2 Sindrom kratkog rebra
  - Q77.3 Chondrodysplasia punctata
  - Q77.4 Achondroplasia
  - Q77.5 Diastrofična displazija
  - Q77.6 Ellis-van Creveldov sindrom
  - Q77.7 Spondiloepifizealna displazija
  - Q77.8 Ostala osteohondrodisplazija s defektima rasta tubularnih kostiju i kralježnice
  - Q77.9 Osteohondrodisplazija s defektima rasta tubularnih kostiju i kralježnice, nespecificirana

- Q78 Ostale osteohondrodisplazije
  - Q78.0 Osteogenesis imperfecta
  - Q78.1 Poliostotička fibrozna displazija
  - Q78.2 Osteopetroza
  - Q78.3 Progresivna dijafizealna displazija
  - Q78.4 Enhondromatoza
  - Q78.5 Metafizealna displazija
  - Q78.6 Multipla prirođena egzostoza
  - Q78.8 Ostale specificirane osteohondrodisplazije
  - Q78.9 Osteohondrodisplazija,nespecificirana

- Q79 Prirođene malformacije mišićno-koštanoga sustava, nesvrstane drugamo
  - Q79.0 Prirođena dijafragmalna hernija
  - Q79.1 Ostale prirođene malformacije ošita
  - Q79.2 Exomphalos
  - Q79.3 Gastroschisis
  - Q79.4 Prune belly sindrom
  - Q79.5 Ostale prirođene malformacije trbušne stijenke
  - Q79.6 Ehlers-Danlosov sindrom
  - Q79.8 Ostale prirođene malformacije mišićno-koštanog sustava
  - Q79.9 Prirođena malformacija mišićno-koštanog sustava, nespecificirana

### (Q80-Q89) - Drugo
- Q80 Kongenitalna ihtioza
  - Q80.0 Ichtyosis vulgaris
  - Q80.1 Ihtioza prenosiva kromosomom x
  - Q80.2 Lamelarna ihtioza
  - Q80.3 Prirođena bulozna ihtioziformna eritrodermija
  - Q80.4 Fetus poput harlekina
  - Q80.8 Ostale prirođene ihtioze
  - Q80.9 Prirođena ihtioza, nespecificirana

- Q81 Epidermolysis bullosa
  - Q81.0 Epidermolysis bullosa simplex
  - Q81.1 Epidermolysis bullosa letalis
  - Q81.2 Epidermolysis bullosa dystrophica
  - Q81.8 Druge bulozne epidermolize
  - Q81.9 Epidermolysis bullosa, nespecificirana

- Q82 Ostale prirođene malformacije kože
  - Q82.0 Hereditarni limfedem
  - Q82.1 Xeroderma pigmentosum
  - Q82.2 Mastocitoza
  - Q82.3 Incontinentia pigmenti
  - Q82.4 Ektodermalna displazija (anhidrotična)
  - Q82.5 Prirođeni neneoplastični nevus
  - Q82.8 Ostale specificirane prirođene malformacije kože
  - Q82.9 Prirođena malformacija kože, nespecificirana

- Q83 Prirođene malformacije dojki
  - Q83.0 Prirođeni nedostatak dojke s nedostatkom bradavice
  - Q83.1 Dodatna dojka
  - Q83.2 Nedostatak bradavice
  - Q83.3 Prekobrojna bradavica
  - Q83.8 Ostale prirođene malformacije dojke
  - Q83.9 Prirođena malformacija dojke, nespecificirana

- Q84 Ostale prirođene malformacije tjelesnog omotača
  - Q84.0 Prirođena alopecija
  - Q84.1 Prirođene morfološke promjene kose, nesvrstane drugamo
  - Q84.2 Ostale prirođene malformacije kose
  - Q84.3 Anonychia
  - Q84.4 Prirođena leukonihija
  - Q84.5 Povećani i hipertrofični nokti
  - Q84.6 Ostale prirođene malformacije noktiju
  - Q84.8 Ostale specificirane prirođene malformacije tjelesnog omotača
  - Q84.9 Prirođena malformacija tjelesnog omotača, nespecificirana

- Q85 Fakomatoza, nesvrstana drugamo
  - Q85.0 Neurofibromatoza (nemaligna)
  - Q85.1 Tuberozna skleroza
  - Q85.8 Ostale fakomatoze, nesvrstane drugamo
  - Q85.9 Fakomatoza, nespecificirana

- Q86 Prirođeni malformacijski sindromi uvjetovani poznatim egzogenim čimbenicima, nesvrstani drugamo
  - Q86.0 Fetalni alkoholni sindrom (dismorfični)
  - Q86.1 Fetalni hidantoinski sindrom
  - Q86.2 Dismorfizam zbog varfarina
  - Q86.8 Ostali prirođeni malformacijski sindromi uvjetovani poznatim egzogenim uzrocima

- Q87 Ostali specificirani prirođeni malformacijski sindromi koji se očituju u više organskih sustava
  - Q87.0 Ostali malformacijski sindromi koji se uglavnom očituju u izgledu lica
  - Q87.1 Prirođeni malformacijski sindromi uglavnom vezani uz niski rast
  - Q87.2 Prirođeni malformacijski sindromi koji se uglavnom očituju na udovima
  - Q87.3 Prirođeni malformacijski sindromi koji imaju kao posljedicu rani pojačani rast
  - Q87.4 Marfanov sindrom
  - Q87.5 Ostali prirođeni malformacijski sindromi s drugim koštanim promjenama
  - Q87.8 Ostali specificirani prirođeni malformacijski sindromi, nesvrstani drugamo

- Q89 Ostale prirođene malformacije, nesvrstane drugamo
  - Q89.0 Prirođene malformacije slezene
  - Q89.1 Prirođene malformacije nadbubrežne žlijezde
  - Q89.2 Prirođene malformacije drugih endokrinih žlijezda
  - Q89.3 Situs inversus
  - Q89.4 Sijamski blizanci
  - Q89.7 Multiple prirođene malformacije, nesvrstane drugamo
  - Q89.8 Ostale specificirane prirođene malformacije
  - Q89.9 Prirođena malformacija, nespecificirana

### (Q90-Q99) - Kromosomske abnormalnosti, nesvrstane drugdje
- Q90 Downov sindrom
  - Q90.0 Trisomija 21, mejotičko nerazdvajanje
  - Q90.1 Trisomija 21, mozaicizam (mitotičko nerazdvajanje)
  - Q90.2 Trisomija 21, translokacija
  - Q90.9 Downov sindrom, nespecificiran

- Q91 Edwardsov sindrom i Patauov sindrom
  - Q91.0 Trisomija 18, mejotičko nerazdvajanje
  - Q91.1 Trisomija 18, mozaicizam (mitotičko nerazdvajanje)
  - Q91.2 Trisomija 18, translokacija
  - Q91.3 Edwardsov sindrom, nespecificiran
  - Q91.4 Trisomija 13, mejotičko nerazdvajanje
  - Q91.5 Trisomija 13, mozaicizam (mitotičko nerazdvajanje)
  - Q91.6 Trisomija 13, translokacija
  - Q91.7 Patauov sindrom, nespecificiran

- Q92 Ostale trisomije i parcijalne trisomije autosoma, nesvrstane drugamo
  - Q92.0 Trisomija cijeloga kromosoma, mejotičko nerazdvajanje
  - Q92.1 Trisomija cijeloga kromosoma, mozaicizam (mitotičko nerazdvajanje)
  - Q92.2 Velika parcijalna trisomija
  - Q92.3 Mala parcijalna trisomija
  - Q92.4 Udvostručenje vidljivo samo u prometafazi
  - Q92.5 Udvostručenje s drugim kompliciranim promjenama
  - Q92.6 Prekobrojni marker-kromosomi
  - Q92.7 Triploidija i poliploidija
  - Q92.8 Ostale specificirane trisomije i parcijalne trisomije autosoma
  - Q92.9 Trisomija i parcijalna trisomija autosoma, nespecificirana

- Q93 Monosomije i delecije autosoma, nesvrstane drugamo
  - Q93.0 Monosomija cijeloga kromosoma, mejotičko nerazdvajanje
  - Q93.1 Monosomija cijeloga kromosoma, mozaicizam (mitotičko nerazdvajanje)
  - Q93.2 Prstenasti kromosom ili dicentrični kromosom
  - Q93.3 Delecija kratkoga kraka 4. kromosoma
  - Q93.4 Delecija kratkoga kraka 5. kromosoma
  - Q93.5 Druge delecije dijela kromosoma
  - Q93.6 Delecije vidljive samo u prometafazi
  - Q93.7 Delecije s drugim kompleksnim promjenama
  - Q93.8 Ostale delecije autosoma
  - Q93.9 Delecija autosoma, nespecificirana

- Q95 Uravnotežene promjene i strukturni marker kromosomi, nesvrstani drugamo
  - Q95.0 Uravnotežena translokacija i insercija u normalnih osoba
  - Q95.1 Inverzija kromosoma u normalne osobe
  - Q95.2 Uravnotežene promjene autosoma u nenormalne osobe
  - Q95.3 Uravnotežene razmjene između spolnih kromosoma i autosoma u nenormalne osobe
  - Q95.4 Osobe s marker-heterokromatinom
  - Q95.5 Osobe s fragilnim mjestom na autosomu
  - Q95.8 Ostale uravnotežene promjene rasporeda i strukturni markeri
  - Q95.9 Uravnotežena promjena i strukturni marker, nespecificiran

- Q96 Turnerov sindrom
  - Q96.0 Kariotip 45,X
  - Q96.1 Kariotip 46,X iso (Xq)
  - Q96.2 Kariotip 46,X s nenormalnim spolnim kromosomom, osim iso (Xq)
  - Q96.3 Mozaičnost, 45,X/46,XX ili XY
  - Q96.4 Mozaičnost, 45,X/druga stanična loza (druge stanične loze) s nenormalnim spolnim kromosomom
  - Q96.8 Ostale varijacije Turnerova sindroma
  - Q96.9 Turnerov sindrom, nespecificiran

- Q97 Ostale abnormalnosti spolnih kromosoma, ženski fenotip, nesvrstane drugamo
  - Q97.0 Kariotip 47,XXX
  - Q97.1 Abnormalnost kromosoma, žensko s više od tri X kromosoma
  - Q97.2 Mozaičnost, loze s različitim brojem kromosoma X
  - Q97.3 Abnormalnost kromosoma, kariotip 46,XY, žensko
  - Q97.8 Ostale specificirane abnormalnosti spolnih kromosoma, ženski fenotip
  - Q97.9 Abnormalnost spolnog kromosoma, ženski fenotip, nespecificiran

- Q98 Ostale abnormalnosti spolnih kromosoma, muški fenotip, nesvrstane drugamo
  - Q98.0 Klinefelterov sindrom kariotip 47,XXY
  - Q98.1 Klinefelterov sindrom,muško s više od dva X kromosoma
  - Q98.2 Klinefelterov sindrom, muško s 46,XX kariotipom
  - Q98.3 Ostali muški s 46,XX kariotipom
  - Q98.4 Klinefelterov sindrom, nespecificiran
  - Q98.5 Kariotip 47,XYY
  - Q98.6 Muško sa strukturnom anomalijom spolnog kromosoma
  - Q98.7 Muško s mozaičnim spolnim kromosomima
  - Q98.8 Ostale specificirane anomalije spolnih kromosoma, muški fenotip
  - Q98.9 Anomalija spolnog kromosoma, muški fenotip, nespecificirana

- Q99 Ostale kromosomske aberacije, nesvrstane drugamo
  - Q99.0 Himerizam 46,XX/46,XY
  - Q99.1 Pravi hermafrodit, 46, XX
  - Q99.2 Lomljiv kromosom X
  - Q99.8 Ostale specificirane kromosomske aberacije
  - Q99.9 Kromosomska aberacija, nespecificirana

## Vanjske poveznice
- MKB-10 Q00-Q9 2007. - WHO[neaktivna poveznica]